# راؤول ألفونسين
راؤول ريكاردو ألفونسين (إسبانية:Raúl Ricardo Alfonsín) (ولد 12 مارس 1927 - توفي 31 مارس 2009) هو محامي ورجل دولة أرجنتيني شغل منصب رئيس الأرجنتين خلال الفترة الممتدة من 10 ديسمبر عام 1983 حتى 8 يوليو عام 1989. كان ألفونسين أول رئيس منتخب ديمقراطيًا في الأرجنتين بعد قبوع البلاد تحت حكم الديكتاتورية العسكرية لأكثر من سبع سنين، ويُطلق عليه لقب «أبو الديمقراطية الحديثة في الأرجنتين». يعتبر ألفونسين نفسه راديكاليًا وديمقراطيًا اشتراكيًا من الناحية الأيديولوجية. شغل منصب زعيم حزب الاتحاد المدني الراديكالي خلال الفترة من عام 1983 حتى عام 1991 والفترة من عام 1993 حتى عام 1995 والفترة من عام 1999 حتى عام 2001، وأصبحت مقاربته السياسية معروفة باسم «الألفونسينية».
ولد ألفونسين في مدينة تشاسكوموس الواقعة بمحافظة بوينس آيرس وبدأ بدراسة القانون في جامعة لا بلاتا الوطنية وتخرج من جامعة بوينس آيرس. ارتبط اسمه بالاتحاد المدني الراديكالي ملتحقًا بفصيل ريكاردو بالبين عقب انقسام الحزب على نفسه. انتُخب عضوًا في الهيئة التشريعية الخاصة بمحافظة بوينس آيرس خلال عهد الرئيس آرتورو فرونديزي في عام 1958. وانتُخب بعدها عضوًا في البرلمان الوطني خلال عهد الرئيس أرتورو أمبرتو إيليا. عارض ألفونسين كِلا الطرفين الداخلين في الحرب القذرة وبادر في عدة مناسبات إلى رفع أوامر قضائية بالمثول العدلي وطالب بإطلاق سراح ضحايا الاختفاءات القسرية خلال فترة حكم نظام حركة إعادة التنظيم الوطنية. أدان ألفونسين الجرائم التي ارتكبتها الديكتاتوريات العسكرية في البلدان الأخرى وعارض أيضًا الإجراءات المتخذة من قبل الطرفين في حرب الفوكلاند. أضحى زعيمًا للاتحاد المدني الراديكالي عقب وفاة بالبين وكان المرشح الراديكالي لمنصب الرئاسة في انتخابات عام 1983 والتي تتوجت بفوزه.
بعث ألفونسين إلى الكونغرس بمشروع قرار يرمي إلى إلغاء قانون العفو الذاتي الذي أقرته القوات المسلحة وجاء ذلك في أعقاب وصوله إلى سدة الرئاسة. كذلك يعود الفضل إليه في استحداث اللجنة الوطنية المعنية باختفاء الأشخاص والتي هدفت إلى التحقيق في الجرائم التي ارتكبتها القوات المسلحة. أفضى ذلك إلى محاكمة أعضاء المجلس العسكري ونجم عنه إصدار أحكام قضائية بحق رؤوس النظام السابق. أدى الاستياء المستشري في صفوف القوات المسلحة إلى اندلاع تمردات بين عناصر ما يعرف باسم فصيل «الوجوه المطلية»، وهو ما دفع الرئيس إلى استرضائهم من خلال إصدار قانون إنهاء محاكمة العسكريين وقانون الطاعة الواجبة. كذلك دخل ألفونسين في نزاعات مع الاتحادات النقابية والتي كانت واقعة تحت سيطرة الحزب العدلي المناوئ لحزبه. كذلك يعود إليه الفضل في حل صراع بيغل وزيادة حجم التبادل التجاري مع البرازيل، وذلك بالإضافة إلى اقتراحه فكرة إنشاء مجموعة دعم كونتاديرا التي هدفت إلى التوسط ما بين الولايات المتحدة ونيكاراغوا. أصدر ألفونسين أول قانون للطلاق في الأرجنتين. واستهل تطبيق خطة أسترال الرامية إلى تحسين الاقتصاد الوطني غير أن هذه الخطة باءت بالفشل. أدى التضخم الجامح الحاصل وأعمال الشغب إلى هزيمة حزبه في الانتخابات الرئاسية لعام 1989 والتي فاز بها البيروني كارلوس منعم.
ظل ألفونسين زعيمًا للاتحاد المدني وكان من معارضي رئاسة كارلوس منعم. ومع ذلك بادر إلى التوقيع على ميثاق أوليفوس مع منعم من أجل التفاوض على شروط تعديل الدستور الأرجنتيني في عام 1994. تزعم فرناندو دي لاروا أحد فصائل الاتحاد المدني التي عارضت هذا الميثاق وأضحى دي لاروا في نهاية المطاف رئيسًا للبلاد في عام 1999. قدم فصيل ألفونسين الدعم اللازم للبيروني إدواردو دوالده حتى يعينه الكونغرس رئيسًا بعد استقالة دي لاروا على إثر أعمال الشغب المندلعة في شهر ديسمبر عام 2001. توفي ألفونسين جراء إصابته بسرطان الرئة في يوم 31 مارس عام 2009 عن عمر يناهز 82 عامًا وأقيمت له جنازة رسمية كبيرة.

## النشأة والمسيرة المهنية

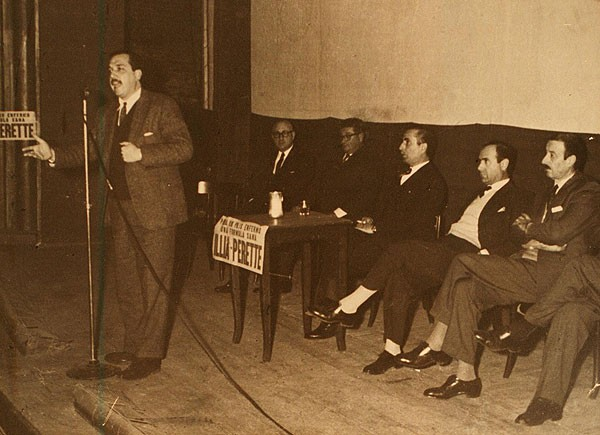
إعادة إنتاج فوتوغرافية لألفونسين في عام 1963، خلال الحملة للحصول على بطاقة إيليا-بيريت.

ولد راؤول ألفونسين في مدينة تشاسكوموس التي تبعد مسافة 123 كيلومتر (76 ميل) جنوب العاصمة بوينس آيرس بتاريخ 12 مارس عام 1927. كان والده يدعى سيرافين راؤول ألفونسين أوتشوا وأمه تدعى آنا ماريا فولكس. انحدر والده من أصول إسبانية وألمانية، في حين كانت والدته ابنة المهاجر الويلزي ريكاردو فولكس وماريا فورد وهي من سكان جزر الفوكلاند. التحق راؤول ألفونسين بمدرسة الجنرال سان مارتن الإعدادية بعدما استكمل تعليمه الابتدائي وتخرج منها بعد خمس سنوات برتبة ملازم ثاني. لم يرغب ألفونسين بالدخول في السلك العسكري وبدلًا من ذلك بدأ بدراسة القانون. إذ باشر تعليمه في جامعة لا بلاتا الوطنية واستكمله في جامعة بوينس آيرس ليتخرج وعمره 23 عامًا. تزوج من ماريا لورينزا بارانيتشه التي تعرف عليها في حفلة تنكرية في عام 1949. عاش الاثنان في مدينتي مندوزا ولا بلاتا وعادا بعدها إلى تشاسكوموس. وأنجبا ستة أبناء ومنهم ريكاردو ألفونسين الذي اتجه للعمل في السياسة في ما بعد.
اشترى ألفونسين نسخة من صحيفة إل إمبارثيال المحلية. التحق في صفوف حزب الاتحاد المدني الراديكالي كعضو في فصيل حركة التجديد العتيد في عام 1946. عارض هذا الفصيل ضم الحزب إلى ائتلاف الاتحاد الديمقراطي. عُين ألفونسين رئيسًا للجنة الحزبية في تشاسكوموس في عام 1951، وانتُخب بعدها عضوًا في مجلس إدارة المدينة في عام 1954. وضِع رهن الاعتقال لفترة قصيرة من الزمن على خلفية رد فعل حكومة خوان بيرون على قصف ميدان مايو. أطاحت الثورة التحررية ببيرون من الحكومة الوطنية وألقي ألفونسين مجددًا في السجن لفترة وجيزة وأجبر على التنازل عن منصبه كعضو في مجلس إدارة المدينة. انقسم حزب الاتحاد إلى حزبين جديدين ألا وهما حزب الاتحاد المدني الراديكالي العتيد بزعامة آرتورو فرونديزي وحزب الاتحاد المدني الراديكالي الشعبي بزعامة ريكاردو بالبين وكريسولوغو لارالده. لم يحبذ ألفونسين الانقسام الحاصل ولكنه اختار الانضمام إلى فصيل الاتحاد الشعبي.
انتُخب ألفونسين عضوًا في الهيئة التشريعية الخاصة بمحافظة بوينس آيرس عن حزب الاتحاد الشعبي في عام 1958 وأعيد انتخابه في عام 1962. انتقل إلى مدينة لا بلاتا وهي عاصمة المحافظة خلال فترة ولايته. أطاح انقلاب عسكري بالرئيس فرونديزي بتاريخ 29 مارس عام 1962 وأدى الانقلاب إلى إغلاق المجالس التشريعية الخاصة بالمحافظات. عاد ألفونسين بعدها إلى تشاسكوموس. تمكن الفصيل العتيد من التغلب على الفصيل الشعبي في السنة اللاحقة وهو ما أفضى إلى وصول أرتورو أمبرتو إيليا إلى سدة الرئاسة. انتُخب ألفونسين عضوًا في البرلمان الوطني وأصبح بعدها نائب رئيس الكتلة الممثلة للفصيل الشعبي في الكونغرس. عُين رئيسًا للجنة الحزبية عن محافظة بوينس آيرس في عام 1963.
أفضى انقلاب عسكري جديد تحت مسمى الثورة الأرجنتينية إلى الإطاحة بالرئيس إيليا في شهر يونيو من عام 1966. وضِع ألفونسين قيد الأسر بعد محاولته تنظيم وقفة احتجاجية في مدينة لا بلاتا، واعتُقل مجددًا حين حاول إعادة افتتاح مقر اللجنة الحزبية التابعة للفصيل الشعبي. أجبِر على تقديم استقالته كنائب في شهر نوفمبر من عام 1966. واعتُقل للمرة الثالثة بعدما حضر حشدًا سياسيًا في لا بلاتا في عام 1968. كذلك كتب ألفونسين مقالات رأي في عدد من الصحف تحت الاسمين المستعارين ألفونسو كاريدو لورا وسيرافين فيخو. وفي تلك الأثناء اندلعت الحرب القذرة على ضوء رفض العديد من الجماعات المسلحة للديكتاتوريات العسكرية اليمينية والحكومات المدنية المتعاقبة وتفضيلهم إقامة ديكتاتورية يسارية متحالفة مع الاتحاد السوفيتي على غرار الثورة الكوبية. أوضح ألفونسين في مقالاته رفضه للديكتاتورية العسكرية والجماعات المسلحة على حدٍ سواء وطالب بعقد انتخابات حرة. عاد الفصيل الشعبي إلى اعتماد اسم الاتحاد المدني الراديكالي من جديد، في حين غير الفصيل العتيد اسمه ليصبح الحزب العتيد. أسس ألفونسين فصيل الحركة من أجل التجديد والتغيير ضمن حزب الاتحاد بهدف تحدي قيادة بالبين للحزب. دعت الديكتاتورية العسكرية في نهاية المطاف إلى إجراء انتخابات حرة وسمحت للبيرونية (التي كانت محظورة منذ عام 1955) بالمشاركة. ألحق بالبين الهزيمة بألفونسين في الانتخابات التمهيدية، ولكن مُني الأول بالهزيمة في الانتخابات العامة. أعيد بعدها انتخاب ألفونسين كنائب في البرلمان.

## روابط خارجية
- راؤول ألفونسين على موقع IMDb (الإنجليزية)
- راؤول ألفونسين على موقع الموسوعة البريطانية (الإنجليزية)
- راؤول ألفونسين على موقع مونزينجر (الألمانية)
- راؤول ألفونسين على موقع إن إن دي بي (الإنجليزية)
- راؤول ألفونسين على موقع ديسكوغز (الإنجليزية)
- راؤول ألفونسين على موقع قاعدة بيانات الفيلم (الإنجليزية)